# Kulturring. Zeitschrift der Kulturvereine in Hannover
Kulturring. Zeitschrift der Kulturvereine in Hannover war der Titel einer Zeitschrift, die die Zusammenarbeit bei der Planung und Bewerbung von Veranstaltungen kulturell aktiver Vereine in Hannover und Niedersachsen fördern wollte. Herausgeber des bis zum Jahr 2000 erschienenen Blattes mit zeitweilig wechselnden Untertiteln war der zur Zeit der Weimarer Republik von dem Unternehmer Heinz Appel initiierte Verein Kulturring Hannover.

## Geschichte
Die Zeitschrift erschien erstmals 1924 als Mitteilungsblatt der Geschäftsstelle niedersächsischer Vereine und erhielt 1928 ihren Namen als Kulturring, anfangs mit dem Untertitel Mitteilungsblatt ..., später Zeitschrift der Kulturvereine in Hannover. Die Geschäftsstelle der Herausgeberin wurde von Anfang an finanziell durch die ihre Zeitungsabonnenten sowie einen regelmäßigen Zuschuss durch die Stadt Hannover getragen.
Das Periodikum trug, nachdem der gleichnamige Verein nach der nationalsozialistischen Machtergreifung ab dem 1. August 1933 der NS-Organisation Kampfbund für Deutsche Kultur beigetreten war, zeitweilig auch den Titel-Zusatz Kampfbund für Deutsche Kultur, Ortsgruppe Hannover. Neben Veranstaltungsterminen und Vereinsnachrichten und -berichten enthielt es nun auch der NS-Ideologie entsprechende Inhalte.
War im Zuge der „Gleichschaltung“ im April-Heft des Jahres 1934 die Arbeit im „Ring“ ausdrücklich als „Dienst am Aufbauwerk unseres Führers Adolf Hitler“ bezeichnet worden, hatte der Kampfbund ... den herausgebenden Verein allerdings im März 1934 schon überraschend verlassen. So trug die Zeitschrift ab 1934 und bis 1938 den Untertitel Arbeitsgemeinschaft Hannoverscher Kulturvereine. Ein 1936 unter der Überschrift „12 Jahre Kulturring“ erschienener Rückblick erläuterte, dass sich „die Verschmelzung der alten Kulturvereine mit einer ausgesprochenen Kampforganisation auf die Dauer nicht bewährt“ habe.
In der Nachkriegszeit und mit Genehmigung der Britischen Militärbehörden erhielt der Kulturring ab 1946 den Untertitel Arbeitsgemeinschaft wissenschaftlicher und Kulturvereine in Hannover.
Seit der herausgebende Verein ab 1968 nach einer Standortbestimmung keine eigenen Veranstaltungen mehr durchführte und später sowohl die Zahl der Zeitungsabonnenten zurückging als auch der städtische Zuschuss reduziert wurde, verlor der Verein seine finanzielle Basis. Gut ein Jahr nach seiner Feier zum 75-jährigen Gründungsjubiläum fasste der Kulturring Hannover am 6. Dezember 2000 den Beschluss zu seiner Auflösung – zugleich das Ende seiner Zeitschrift.